# Championnat de république démocratique du Congo de football 2013-2014
Navigation
Saison précédente Saison suivante
La saison 2013-2014 du Championnat de république démocratique du Congo de football est la cinquante-septième édition de la première division en république démocratique du Congo, la Ligue Nationale de Football. La compétition rassemble les seize meilleures formations du pays. La compétition se déroule en deux phases. La première est la saison régulière divisée en deux poules de huit équipes, les deux premières équipes de chaque poule sont qualifiées pour la seconde phase et les deux dernières équipes de chaque poules sont eux reléguées. La seconde phase est constituée de quatre équipes étant arrivées dans les deux premiers pour le titre.

## Les clubs participants
| Groupe 1 - AS Dauphins Noirs - CS Don Bosco - TC Elima - MK Étanchéité - Promu de D2 - CS Makiso - TP Mazembe - AS Nika - Promu de D2 - FC Saint Eloi Lupopo | Groupe 2 - Lubumbashi Sport - Promu de D2 - DC Motema Pembe - OC Muungano - AS Rojolu - SM Sanga Balende - Sharks XI FC - Promu de D2 - US Tshinkunku - AS Vita Club |

## Compétition
Le barème utilisé pour le classement est le suivant :
- Victoire : 3 points
- Match nul : 1 point
- Défaite, abandon ou forfait : 0 point

### Première phase

#### Groupe A
| Rang | Équipe               | Pts | J  | G  | N | P  | Bp | Bc | Diff |
| ---- | -------------------- | --- | -- | -- | - | -- | -- | -- | ---- |
| 1    | TP Mazembe T         | 31  | 14 | 9  | 4 | 1  | 31 | 3  | +28  |
| 2    | CS Don Bosco         | 31  | 14 | 10 | 1 | 3  | 30 | 10 | +20  |
| 3    | FC Saint Eloi Lupopo | 29  | 14 | 9  | 2 | 3  | 22 | 8  | +14  |
| 4    | MK Étanchéité C P    | 18  | 14 | 5  | 3 | 6  | 15 | 21 | -6   |
| 5    | AS Nika P            | 17  | 14 | 5  | 2 | 7  | 14 | 20 | -6   |
| 6    | AS Dauphins Noirs    | 12  | 14 | 2  | 6 | 6  | 9  | 20 | -11  |
| 7    | TC Elima             | 11  | 14 | 2  | 5 | 7  | 10 | 27 | -17  |
| 8    | CS Makiso            | 6   | 14 | 1  | 3 | 10 | 3  | 25 | -22  |

|  | Qualification pour la seconde phase |
|  | Relégation                          |

#### Groupe B
| Rang | Équipe             | Pts | J  | G  | N | P | Bp | Bc | Diff |
| ---- | ------------------ | --- | -- | -- | - | - | -- | -- | ---- |
| 1    | AS Vita Club       | 37  | 14 | 12 | 1 | 1 | 26 | 6  | +20  |
| 2    | SM Sanga Balende   | 29  | 14 | 9  | 2 | 3 | 15 | 8  | +7   |
| 3    | Lubumbashi Sport P | 23  | 14 | 6  | 5 | 3 | 20 | 13 | +7   |
| 4    | DC Motema Pembe    | 19  | 14 | 6  | 1 | 7 | 18 | 20 | -2   |
| 5    | Sharks XI FC P     | 18  | 14 | 5  | 3 | 6 | 13 | 12 | +1   |
| 6    | AS Rojolu          | 13  | 14 | 4  | 1 | 9 | 10 | 18 | -8   |
| 7    | OC Muungano        | 12  | 14 | 3  | 3 | 8 | 8  | 17 | -9   |
| 8    | US Tshinkunku      | 7   | 14 | 1  | 4 | 9 | 11 | 27 | -16  |

|  | Qualification pour la seconde phase |
|  | Relégation                          |

### Seconde phase
| Rang | Équipe           | Pts | J | G | N | P | Bp | Bc | Diff |
| ---- | ---------------- | --- | - | - | - | - | -- | -- | ---- |
| 1    | TP Mazembe       | 13  | 6 | 4 | 1 | 1 | 13 | 2  | +11  |
| 2    | SM Sanga Balende | 12  | 6 | 4 | 0 | 2 | 4  | 5  | -1   |
| 3    | AS Vita Club     | 9   | 6 | 3 | 0 | 3 | 6  | 6  | 0    |
| 4    | CS Don Bosco     | 1   | 6 | 0 | 1 | 5 | 0  | 9  | -9   |

|  | Qualification pour la Ligue des champions de la CAF 2015 |
|  | Qualification pour la Coupe de la confédération 2015     |

## Bilan de la saison
| Championnat de république démocratique du Congo de football 2013-2014                        |                  |
| Champion                                                                                     | TP Mazembe       |
| Qualifications continentales                                                                 |                  |
| Ligue des champions de la CAF 2015                                                           | TP Mazembe       |
| Ligue des champions de la CAF 2015                                                           | SM Sanga Balende |
| Coupe de la confédération 2015                                                               | AS Vita Club     |
| Promotions et relégations                                                                    |                  |
| Promus en Linafoot                                                                           | AS Bantous       |
| Promus en Linafoot                                                                           | AC Capaco        |
| Promus en Linafoot                                                                           | JS Groupe Bazano |
| Promus en Linafoot                                                                           | RC Kinshasa      |
| Relégués en Championnat de république démocratique du Congo de football de deuxième division | Aucun            |